# Sint-Gerarduskerk (Maastricht)
De Sint-Gerarduskerk is een voormalig kerkgebouw in het Maastrichtse stadsdeel Wyck. De kerk, gelegen aan de Wycker Grachtstraat nr. 30, was van 1939 tot 1977 een hulp- of bijkerk (rectoraatskerk) van de Sint-Martinusparochie. Het entreegebouw met een beeldje van Sint-Gerardus boven de ingang is een gemeentelijk monument.

## Geschiedenis
Sommige bewoners van de armere delen van Wyck voelden zich in de Sint-Martinuskerk niet thuis en wensten een eigen kerk, mede omdat het aantal parochianen sterk was toegenomen. Het werd een hulpkerk, gewijd aan Gerardus Majella (Sint-Gerardus), en in 1939 in gebruik genomen. De hulpkerk was gevestigd in een danszaal achter het etablissement "De Gouden Leeuw" aan de Rechtstraat 69. Het gebouw was in 1932 ontworpen door Alphons Boosten. De kerk werd nimmer verheven tot parochiekerk, hoewel kapelaan/rector Franck in 1946 daartoe pogingen ondernam. Vanwege de afname van het kerkbezoek sloot de kerk in 1977. Het gebouw wordt tegenwoordig (2011) opnieuw gebruikt door een dansschool.

## Beschrijving gebouw
Het gebouw van gele baksteen heeft een opvallende gevel met drie rondbogige ingangsportalen.
Boven de ingang bevindt zich een stenen beeld van Gerardus Majella, vervaardigd door Charles Vos omstreeks 1935. De heilige vertrapt een draak en daaronder staat de tekst: Keert terug tot God. In een zijkapel bevindt zich een keramisch reliëf van de kroning van Maria door Dries Engelen uit 1956. Beide beeldhouwwerken zijn gemeentelijke monumenten.
Willy Hamelers vervaardigde de kruiswegstaties in het interieur en het kruisbeeld was van Jean Weerts. Deze kunstwerken werden in 1977 overgebracht naar de Kerk van Sint-Pieter boven.

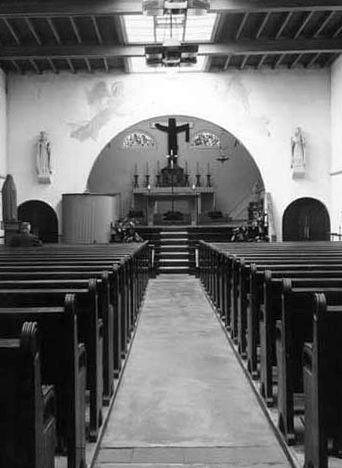
Interieur in 1961
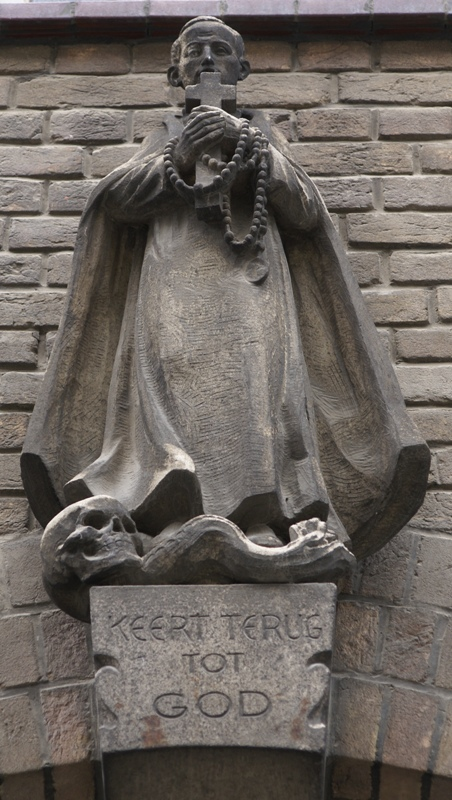
Beeld aan de gevel
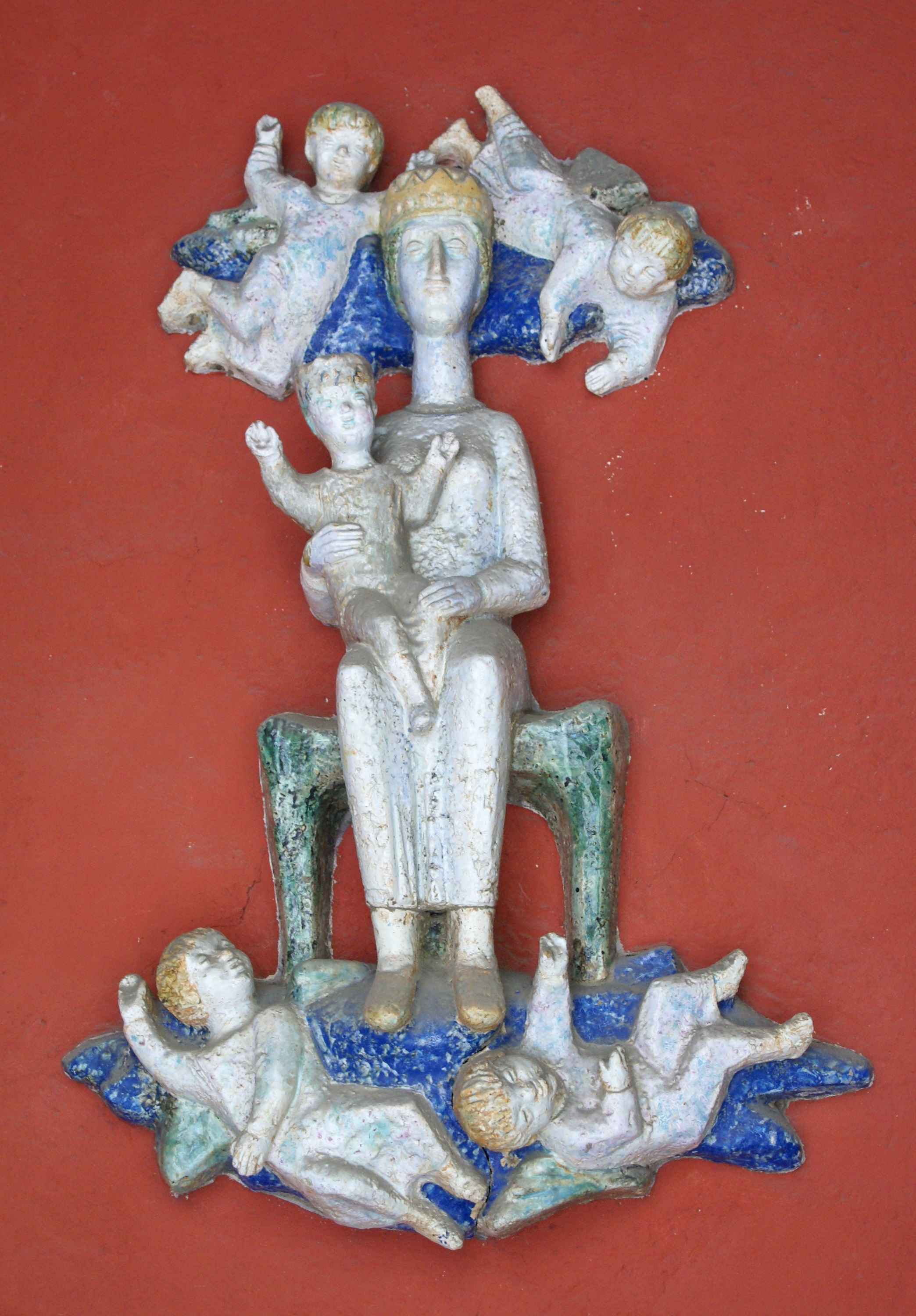
Keramisch reliëf

* betekent: niet langer in gebruik voor religieuze doeleinden; ** betekent: (deels) gesloopt, verdwenen